# Percy Hodge
Percy Hodge (Saint Sampson, 26 de dezembro de 1890 – Bexhill-on-Sea, 27 de dezembro de 1967) foi um atleta e campeão olímpico britânico, vencedor dos 3000 metros com obstáculos nos Jogos Olímpicos de Antuérpia.
Esta foi a primeira vez que esta prova, o steeplechase, foi incluída nos Jogos Olímpicos. Foi disputada numa pista de grama ao contrário de provas posteriores e de como é atualmente. Hodge era o favorito ao ouro e venceu facilmente sua eliminatória ultrapassando todos seus oponentes. Venceu a final em 10:00.4, colocando 100 m de vantagem para o segundo colocado. Também participou da equipe que disputou os 3000 metros por equipes.:108 :110
Foi campeão britânico desta prova entre 1919 e 1921 e em 1923. Tinha um estilo unusual de corrida com um balanço perfeito, que lhe permitia saltar uma barreira carregando uma bandeja com garrafa e copos cheios de d'água e não derramar uma gota, arte que demonstrou várias vezes em demonstrações em pistas e palcos.